# 開明墨汁
開明墨汁（かいめいぼくじゅう）は、1898年（明治31年）に開発された液体墨。耐水性・耐アルコール性に優れた黒い墨汁である。主に授業や習い事での書道に多く用いられ、漫画制作用にも頻繁に用いられる。現在は開明株式会社として法人化し、同社所有の工場で生産されている。

## 製造方法

### 原材料
開明墨汁の製造には以下の原材料が使用される。 
- カーボンブラック - 石油や石炭の重質油を分解して作られた化学工業製品[2]。水に溶けず、タイヤなどにも使用される。
- にかわ - 乾くと非水溶性になる糊として使用される動物性たんぱく質であるが、絵具類においては乾燥後の定着剤としての働きと同時に、顔料（墨汁の場合はカーボン類の粉末）に対し保護コロイド（コロイドの記事を参照）として機能する。
- 湿潤剤
- 香料
- 防腐剤

### 製造工程
以下の工程で製造される。
1. 原料の溶解
2. 混合・練り合わせ
3. 分散 - ローラーで水を加えながら練り合わせ、カーボンの粒子を細かく分散させる[2]。
4. 製墨 - 水でさらに希釈し所定の濃度にする[2]
5. 貯蔵・熟成 - 約一週間静置することで粗いカーボン粒子を沈降させる[2]
6. 製品検査
7. 充填・ラベリング・包装 - 自動充填機により同一工程で行われる。
8. 完成検査・出荷